# 熊本製粉
熊本製粉株式会社（くまもとせいふん）は、熊本県熊本市に本社を置く製粉メーカー。製粉事業の他、加工食品、倉庫、不動産事業を行っている。2023年の株式譲渡により日清製粉の連結子会社となった。

## 沿革
- 1947年 - 東京都飯倉片町に設立。
- 1948年 - 熊本工場完成・操業開始。
- 1954年 - 福岡営業所開設。
- 1955年 - 本社を熊本市の熊本工場に移転。
- 1957年 - 熊本倉庫株式会社を吸収合併、倉庫事業を開始。
- 1960年 - 熊本工場設備改造。
- 1962年 - 福岡支店開設。
- 1963年 - 北九州出張所開設。
- 1964年 - 熊本工場設備改造。
- 1967年 - 営業倉庫4棟建設。
- 1968年 - 営業倉庫5棟を建設。
- 1969年 - プレミックスを生産開始。
- 1971年 - 住宅事業を開始。
- 1972年 - 熊本の高層マンション第1号、京町ビル完成。本社屋を新築。
- 1975年 - 製品倉庫を新築、パレタイザーを導入。小麦粉バラ輸送設備を完成。
- 1978年 - 熊本仕上工場を増築。
- 1982年 - 東京事務所開設。熊本市郊外の西合志町（現・合志市）に営業倉庫建設を開始。
- 1989年 - 福岡市箱崎に福岡工場（ミックス工場）を新設。
- 1991年 - 宮崎市にマンション事業進出、フラワーマンション花ヶ島を建設。
- 1992年 - 大阪営業所開設。
- 1994年 - 自家発電設備を新設。
- 1995年 - 新フラワーサイロを建設。大成糧紅食品加工有限公司に出資（海外事業への進出）。
- 1996年 - コーポレートブランドを白熊印から「Bears」に変更。技術センターを新設。
- 1997年 - 豪州ジョージ・ウエストン・フーズ社と技術提携。
- 1999年 - ISO 9001認定取得。
- 2003年 - 九州初のAIB食品安全統合基準に合格。
- 2011年 - 日清製粉と業務提携。
- 2022年6月23日 - 日清製粉が永坂産業より発行済株式の85％取得することで合意[4]。2023年1月4日に取得[5]。

## 事業所
- 支店
  - 福岡支店　福岡市東区箱崎ふ頭六丁目8-23
- 営業所
  - 大阪営業所　大阪市北区堂山1-5 三共梅田ビル7階
  - 東京営業所　東京都中央区八丁堀4丁目13-5 伊達志めビル3階
- 工場
  - 熊本工場　熊本市西区花園1丁目25-1
  - 福岡工場　福岡市東区箱崎ふ頭六丁目8-23
  - 合志米粉工場 合志市野々島2051-4
- 倉庫
  - 花園倉庫　熊本市西区花園1丁目25-1
  - 西合志倉庫　合志市野々島2051-4
  - 御代志倉庫　合志市御代志1656-17

## 関連会社
- フラワーコーポレーション

## 不祥事
- 社長の古賀幹雄が、2013年4月までに複数の女性社員に対し、執拗に食事に誘ったりデュエットを強要したりするなどのセクシャルハラスメント行為を行っていたことが明らかになり、同年7月10日付で辞任し、宮本貫治に社長が交代した[6]。